# Brachythecium hedbergii
Brachythecium hedbergii är en bladmossart som beskrevs av Potier de la Varde 1955. Brachythecium hedbergii ingår i släktet gräsmossor, och familjen Brachytheciaceae. Inga underarter finns listade i Catalogue of Life.